# Charles Vidor
Charles Vidor, eigentlich Karoly Vidor (* 27. Juli 1899 in Budapest; † 4. Juni 1959 in Wien), war ein ungarischer Regisseur, der hauptsächlich in den Vereinigten Staaten arbeitete. Sein bekanntestes Werk ist das Film-noir-Drama Gilda aus dem Jahr 1946.

## Leben
Charles Vidor kämpfte im Ersten Weltkrieg für die österreichisch-ungarische Armee. Anschließend studierte er Ingenieurwesen an den Universitäten in Budapest und Berlin. Gleichzeitig arbeitete er in Berlin als Filmeditor und Assistenzregisseur für die UFA. Im Herbst 1922 wanderte er unter dem Namen Karl Vidor in die Vereinigten Staaten aus, wo er drei Jahre am Broadway als Sänger seinen Lebensunterhalt verdiente. Er war zeitweise Mitglied einer Richard-Wagner-Gruppe. 1928 wurde er amerikanischer Staatsbürger. 
Er suchte wieder den Zugang zum Filmgeschäft und arbeitete unter anderem als Editor, Regieassistent und Drehbuchautor. Seinen ersten Film, den experimentellen Kurzfilm The Bridge im Jahre 1929, finanzierte Charles Vidor sich selbst. Dieses Werk überzeugte Metro-Goldwyn-Mayer so sehr, dass sie ihn im Jahre 1932 unter Vertrag nahmen. Bis zu seinem Tod inszenierte Charles Vidor in Hollywood dann insgesamt 35 Spielfilme. 
Erst der Wechsel zu Columbia Pictures im Jahr 1939 verschaffte ihm den Zugang zu hochwertigen Produktionen. Der Musikfilm Es tanzt die Göttin (1944) machte Rita Hayworth zum Pin-up-Star der GIs. Der bedeutendste seiner Filme ist Gilda, ein Film-noir-Drama wiederum mit Hayworth aus dem Jahre 1946. Mit Hayworth drehte er außerdem noch zwei weitere Filme. 
In den folgenden Jahren konnte er an diese Erfolge nicht mehr anknüpfen. Vor allem seine Literaturverfilmung In einem anderen Land (1957) enttäuschte. Vidor starb 1959 in einem Wiener Hotel an den Folgen eines Herzinfarkts während der Dreharbeiten zu seinem Film Nur wenige sind auserwählt. Sein Freund George Cukor beendete den Film für ihn.
Vidor war von 1943 bis 1945 mit der Schauspielerin Evelyn Keyes verheiratet.

## Auszeichnungen
Charles Vidor gewann 1946 den Silver Condor, einen australischen Filmpreis, für den besten ausländischen Film Polonaise (1945). 1953 und 1956 war er von der US-amerikanischen Directors Guild of America für die beste Regiearbeit nominiert. Er wurde verewigt auf dem Hollywood Walk of Fame am Hollywood Boulevard. 

## Filmografie (Auswahl)
Als Regisseur
- 1929: The Bridge (Kurzfilm)
- 1933: Sensation Hunters
- 1934: Double Door
- 1935: Strangers All
- 1935: The Arizonian
- 1935: His Family Tree
- 1936: Muss ’Em Up
- 1937: A Doctor’s Diary
- 1937: Der große Gambini (The Great Gamibini)
- 1937: She’s No Lady
- 1939: Romance of the Redwoods
- 1939: Blind Alley
- 1939: Those High Grey Walls
- 1940: Die Irrwege des Oliver Essex (My Son, My Son)
- 1940: The Lady in Question
- 1941: Das Geheimnis der drei Schwestern (Ladies in Retirement)
- 1941: New York Town
- 1942: The Tuttles of Tahiti
- 1943: Desperados – Aufruhr der Gesetzlosen (The Desperados)
- 1944: Es tanzt die Göttin (Cover Girl)
- 1944: Modell wider Willen (Together Again)
- 1945: Polonaise (A Song to Remember)
- 1945: Over 21
- 1946: Gilda
- 1948: Liebesnächte in Sevilla (The Loves of Carmen)
- 1951: It’s a Big Country
- 1953: Donner in Fern-Ost (Thunder in the East)
- 1952: Hans Christian Andersen und die Tänzerin (Hans Christian Andersen)
- 1954: Symphonie des Herzens (Rhapsody)
- 1955: Tyrannische Liebe (Love Me or Leave Me)
- 1956: Der Schwan (The Swan)
- 1957: Schicksalsmelodie (The Joker is Wild)
- 1957: In einem anderen Land (A Farewell to Arms)
- 1960: Nur wenige sind auserwählt (Song Without End)